# Syndroom van Roemheld
Het syndroom van Roemheld is een complex van hartklachten dat wordt veroorzaakt door te veel lucht in de maag en darmen, bijvoorbeeld door te veel eten, door voedsel dat winderigheid veroorzaakt of door afwijkingen in het maag-darmstelsel die een normaal transport van de maaginhoud verhinderen.
Het syndroom is genoemd naar de Duitse internist Ludwig von Roemheld (1871-1938), die de symptomen aan het begin van de 20ste eeuw voor het eerst beschreef.

## Symptomen
- Hartkloppingen
- Kortademigheid
- Bezorgdheid
- Opvliegers
- Extrasystolen
- Spierkrampen
- Duizeligheid
- Slaapproblemen

Door de hoeveelheid lucht in het maag-darmstelsel wordt het middenrif naar boven gedrukt en kan het directe of indirecte druk op het hart uitoefenen. Er kunnen verschillende hartklachten ontstaan, onder andere pijn die op angina pectoris lijkt. In ernstige gevallen kan een korte bewusteloosheid optreden.

## Oorzaken
Iedere verstoring van de voedselpassage in het bovenste deel van het maag-darmstelsel kan hartklachten in de zin van het syndroom van Roemheld opwekken, bijvoorbeeld een middenrifbreuk waarbij delen van de maag naast de slokdarm in de borstholte verschoven zijn.

## Behandeling
Bij acute klachten kan boeren of een wind laten vaak helpen.
Omdat gas meestal de trigger is, kan voedsel waar men een intolerantie voor heeft (bijvoorbeeld lactose) de symptomen verergeren.
Alles dat winderigheid vermindert, kan behulpzaam zijn. Daaronder valt het vermijden van voedsel dat opzet in de maag of veel gas produceert en van grote hoeveelheden alcohol. Veel lichaamsbeweging (versterken van het middenrif) en afbouwen van overgewicht zijn ook van belang.
Verscheidene huismiddelen, zoals gewelde psylliumvezels of thee van kummel, anijs en venkel, kunnen ondersteunend werken om lucht uit de darm te resorberen. Het geneesmiddel Dimeticon werkt eveneens tegen de ophoping van gas in het maag-darmstelsel. Daarnaast is het verstandig de darmflora te herstellen met behulp van probiotica.